# Elena Ceaușescu
Elena Petrescu (Balotești, Romania; 7 de gener del 1916 - Târgoviște, Romania; 25 de desembre del 1989), més coneguda com a Elena Ceaușescu, va ser Vice Primera Ministra de Romania (1952 - 1989) i esposa del president romanès Nicolae Ceaușescu. Tots dos van morir afusellats el 25 de desembre del 1989 després de la Revolució romanesa de 1989.